# Emilià de la Cogolla
|  | Per a altres significats, vegeu «Sant Emilià». |

Emilià (en llatí Aemilianus Cocullensis i en castellà Millán de la Cogolla) (473 Vergegio, actual Berceo, la Rioja - Monestir de San Millán de Suso, 574) va ser un eremita que va viure a les muntanyes de la Rioja. És venerat com a sant per l'Església catòlica.

## Vida
Era fill d'un pastor i Emilià va ser-ho fins als vint anys. Llavors va voler fer vida ascètica i es va retirar com a eremita a un bosc de la serralada de la Demanda, on avui hi ha el monestir de San Millán de la Cogolla, a la Rioja.

### Vida eremítica
Va ser deixeble d'un altre eremita, Fèlix de Bilibio ("San Felices"), amb qui passaria tres anys a les muntanyes de prop d'Haro. Després va marxar a les muntanyes de la Cogolla, on va viure fins a la seva mort. Hi va tallar la seva cel·la a la roca i hi va viure fins a la seva mort.
El bisbe Dídim de Tarassona el va nomenar sacerdot de Berceo, on havia nascut. Als tres anys va deixar la parròquia, en ésser acusat per altres clergues de malbaratar els béns de l'església, que dedicava a la caritat i a ajudar els necessitats. Va tornar-se a retirar a l'Aidillo, on després s'aixecarà el Monestir de Suso. En poc temps se li van unir altres clergues: Asel, Cotonat, Geronci, Sofroni, etc. i, fins i tot, una dona anomenada Potàmia, formant una comunitat monàstica. Cap a l'any 550, regnant Atanagild, van excavar-hi noves coves, en dos pisos units per un pas.
Va morir i hi va ésser enterrat a l'edat de cent un anys.

## Veneració
El seu sepulcre, a l'actual cenotafi de San Millán de Suso, va ser un lloc de pelegrinatge. Al seu voltant es va formar un cenobi visigòtic, el Monestir de San Millán de Suso, que va comptar amb una intensa vida cultura i un important scriptorium.
El rei Garcia IV Sanxes III de Navarra, que havia fundat en 1052 el Monestir de Santa Maria la Reial de Nájera, va voler portar-hi el cos de Sant Emilià: el 29 de maig de 1053 va intentar-ne el trasllat des de San Millán de Suso, però els bous que tiraven de la carreta que duia el cos, després d'haver caminat un tros, no van poder moure'l més. Es va interpretar que el sant volia restar-hi, i el lloc on havia quedat aturat es va aixecar un nou monestir, el Monestir de San Millán de Yuso.
La Vita Aemiliani, en llatí, va ser escrita per Sant Brauli de Saragossa, només cinquanta anys després que hagués mort. Al segle xiii, el poeta Gonzalo de Berceo la va narrar en vers a l'Estoria del Sennor Sant Millan o Vida de San Millán.

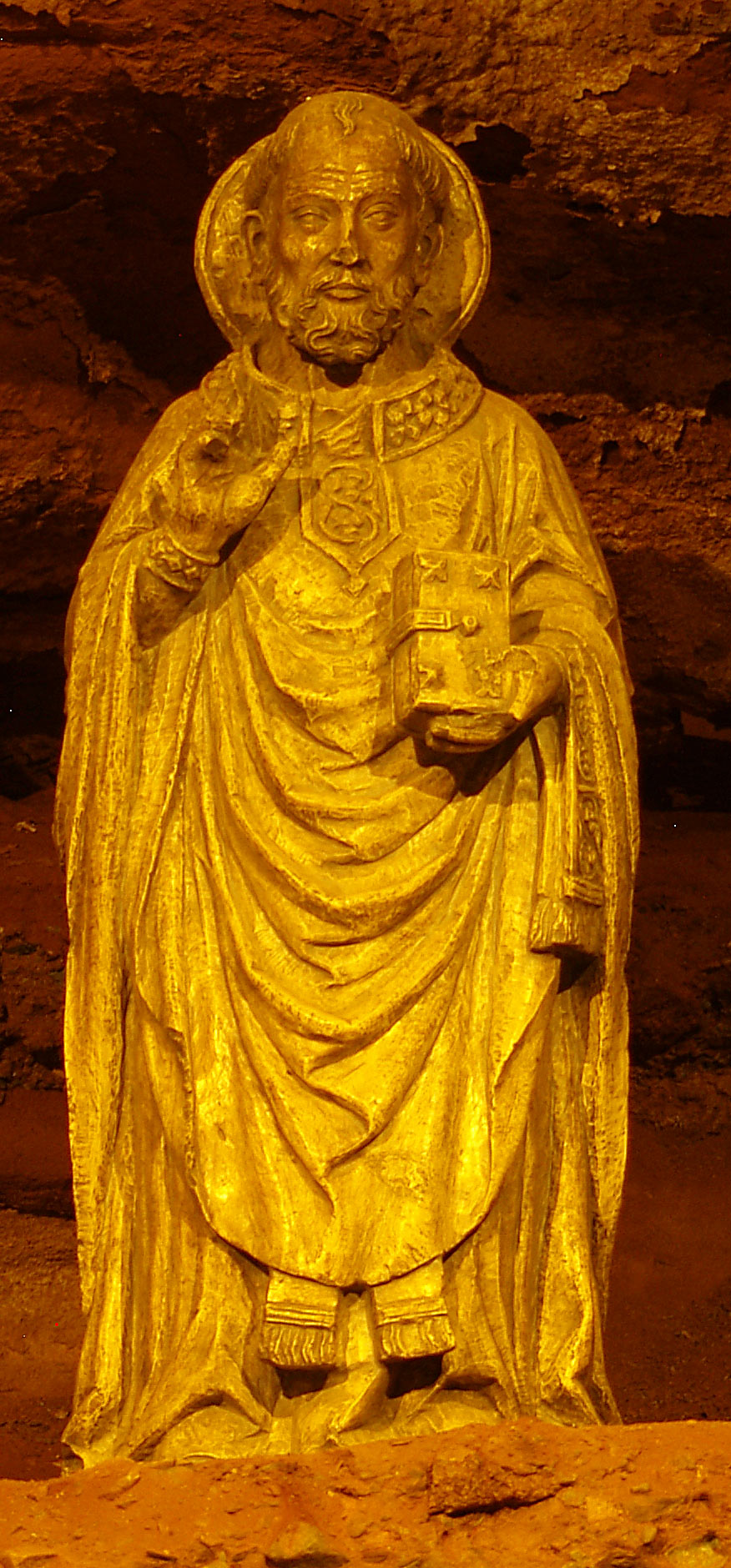
Imatge del sant (S. Millán de Suso)
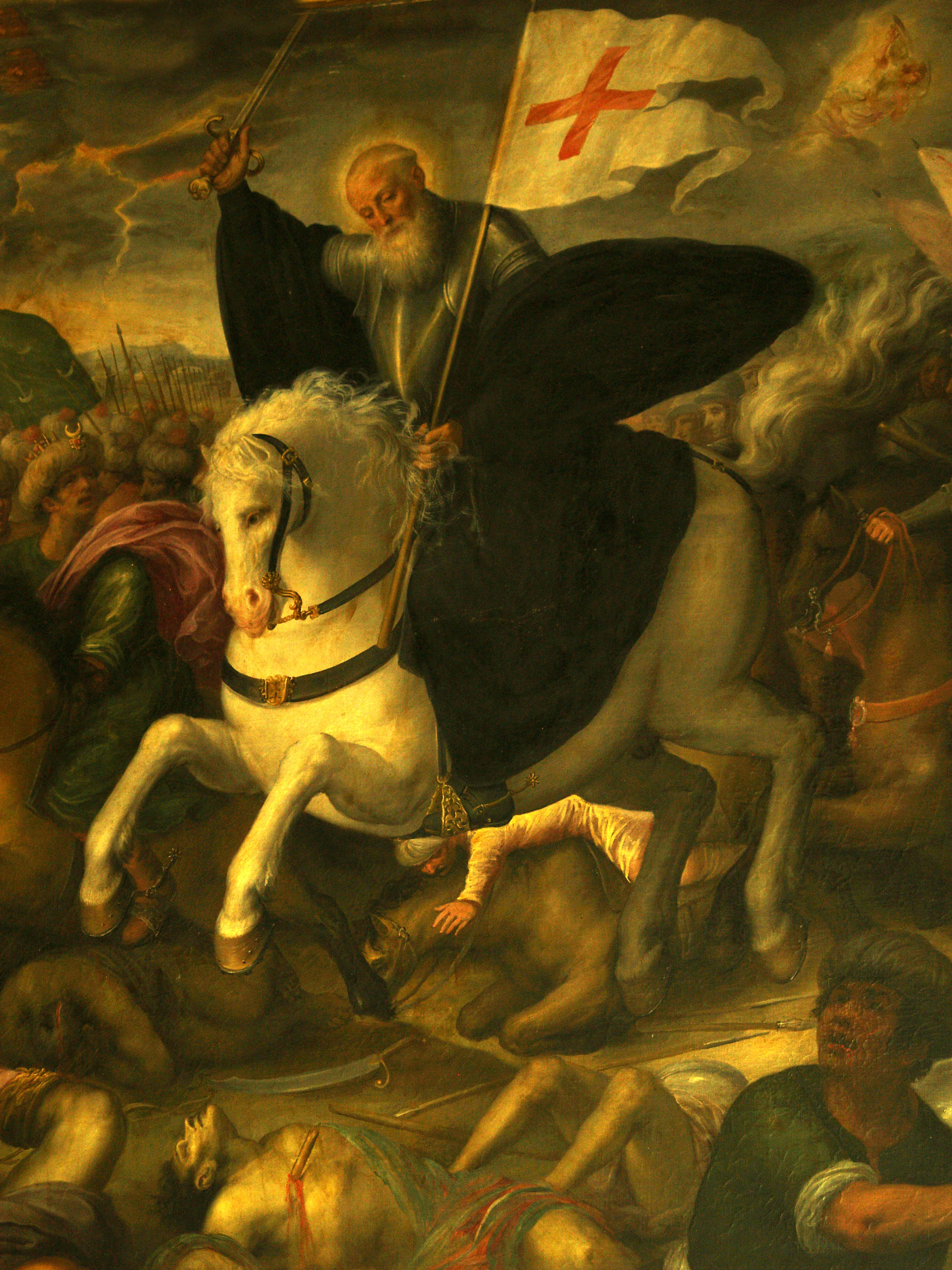
Sant Emilià a la batalla de Simancas, s. XVII (S. Millán de Yuso)
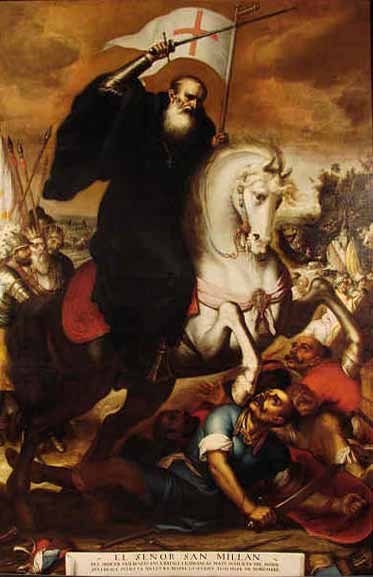
El sant lluitant, s. XVII (Catedral de Sevilla)

## Llegendes i tradicions
A la batalla de Simancas, el 939, Ramir II de Lleó, Ferran González del comtat de Castella i Garcia IV de Pamplona s'enfrontaren a Abd ar-Rahman III. Sant Jaume el Major i Sant Emilià van aparèixer al mig del combat, muntats a cavall, per a ajudar els cristians, que van guanyar la batalla. Els castellans i navarresos el van fer el seu sant patró, comprometent-se a pagar-li un tribut anual, l'anomenat Voto de San Millán, tribut que es pagava al monestir de San Millán de Yuso. Igualment, també va aparèixer d'una manera similar a la batalla d'Hacinas.
Després de la unificació de Castella i Lleó, el patronatge de Sant Jaume s'imposà al de Sant Emilià, tot i que els castellans continuaren considerant-lo patró. Amb el temps, però, el patronatge d'Emilià va quedar en l'oblit. En alguns missals antics es feia constar Sant Emilià, amb Sant Jaume, com a patrons de Castella i, per extensió, de tot Espanya.

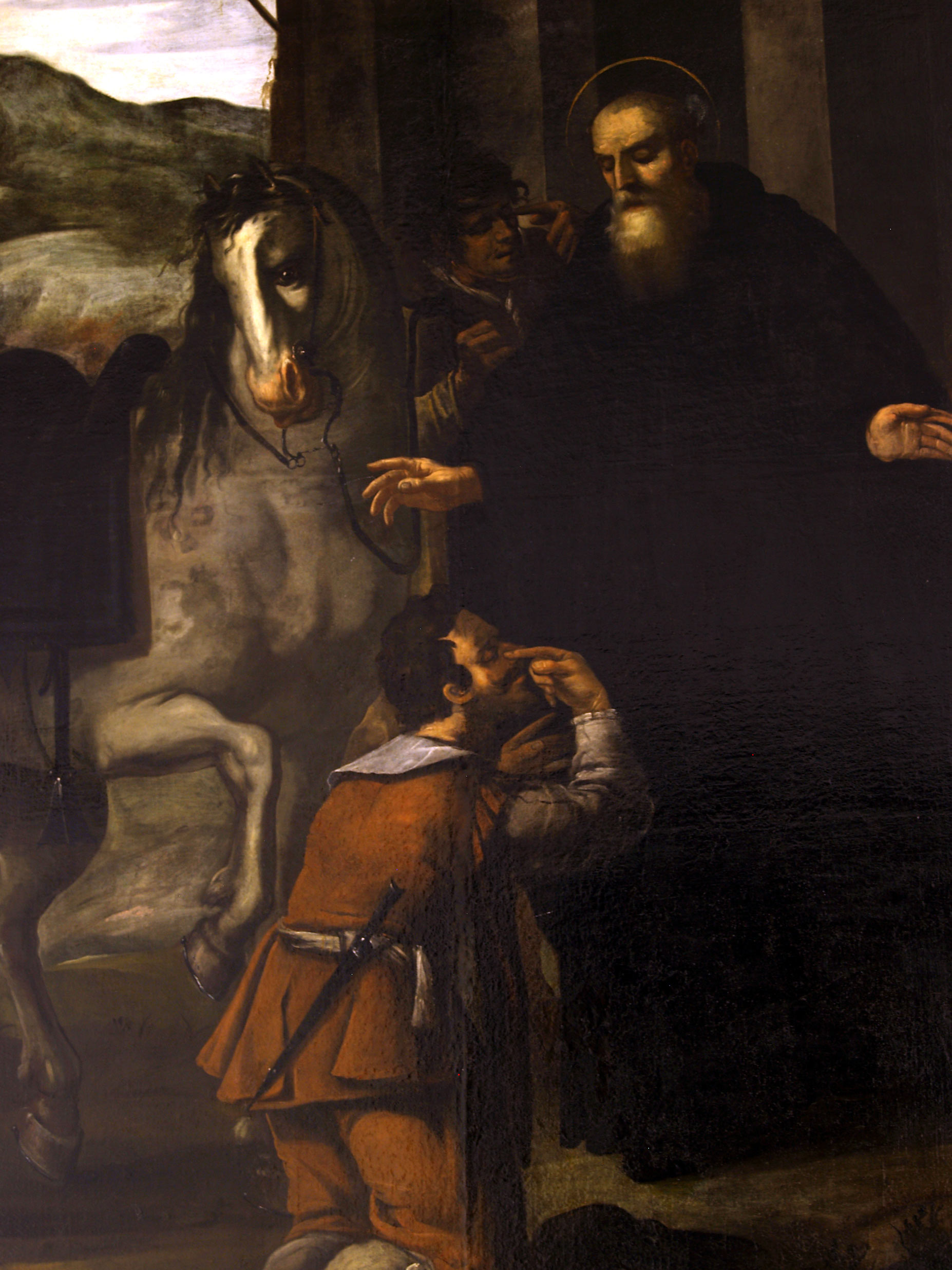
Sant Emilià i el lladre del seu cavall, s. XVII (S. Millán de Yuso)
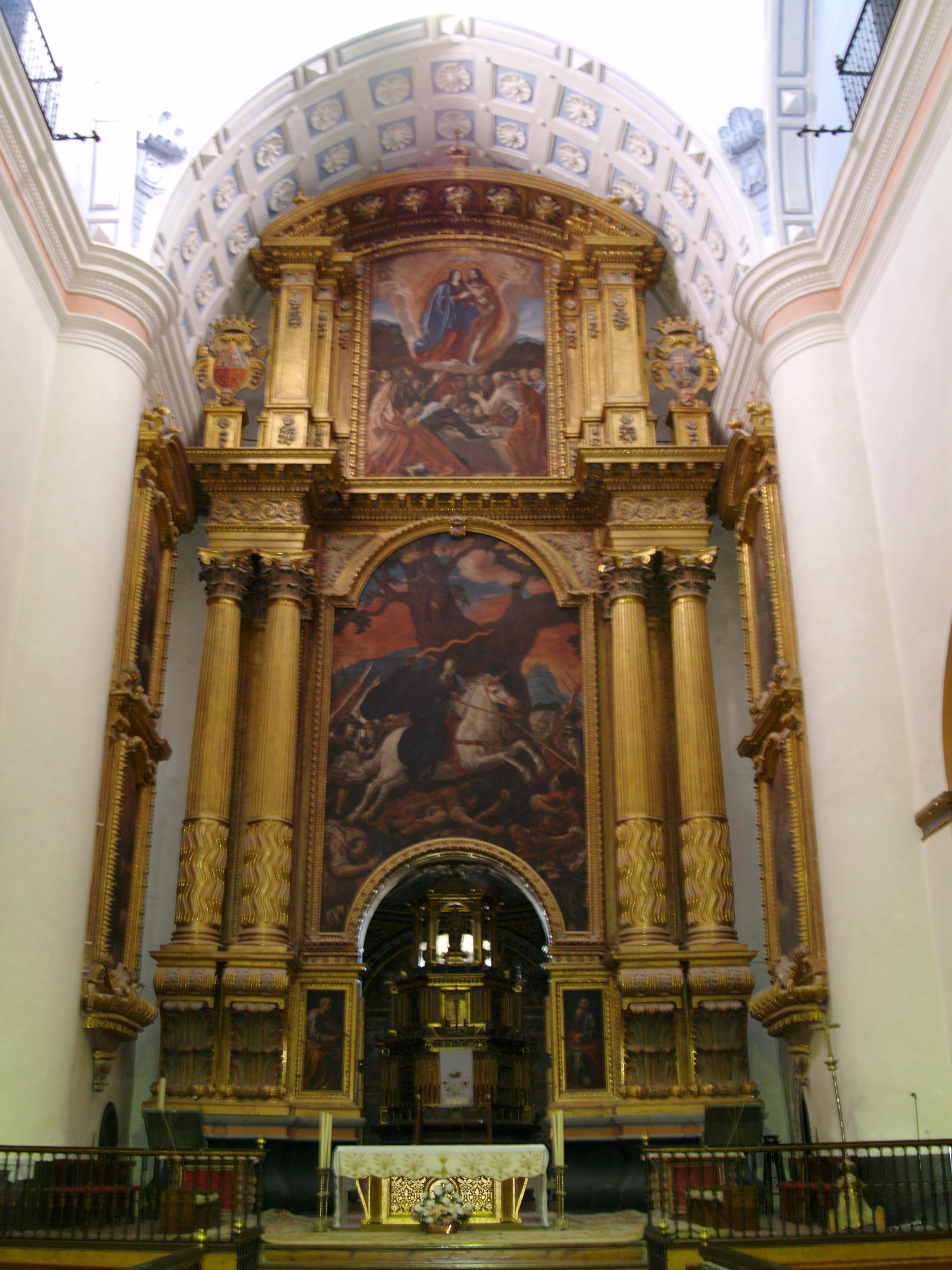
Altar major del Monestir de San Millán de Yuso, amb el retaule i les relíquies del sant
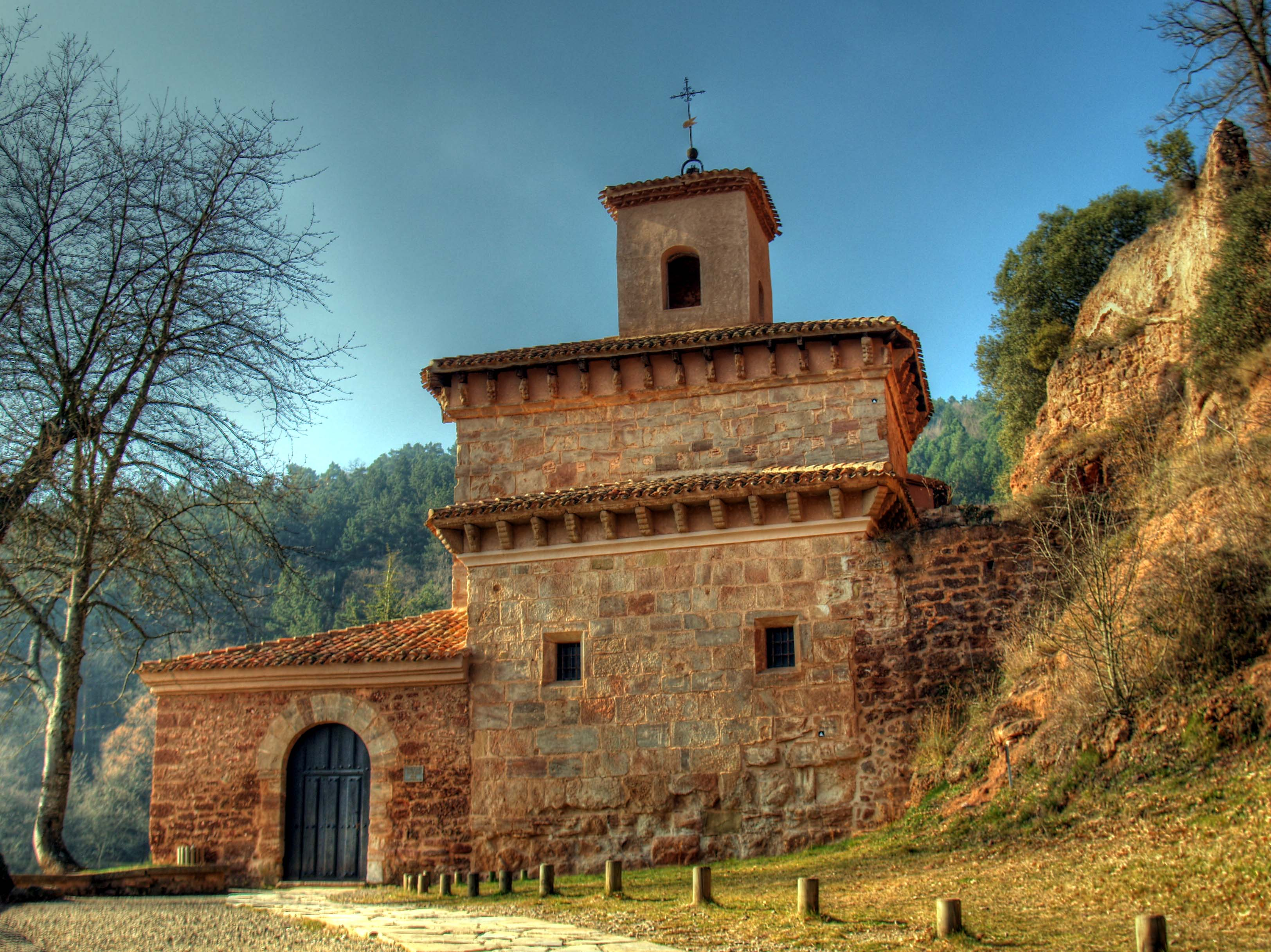
S. Millán de Suso, a l'ermita on va viure el sant
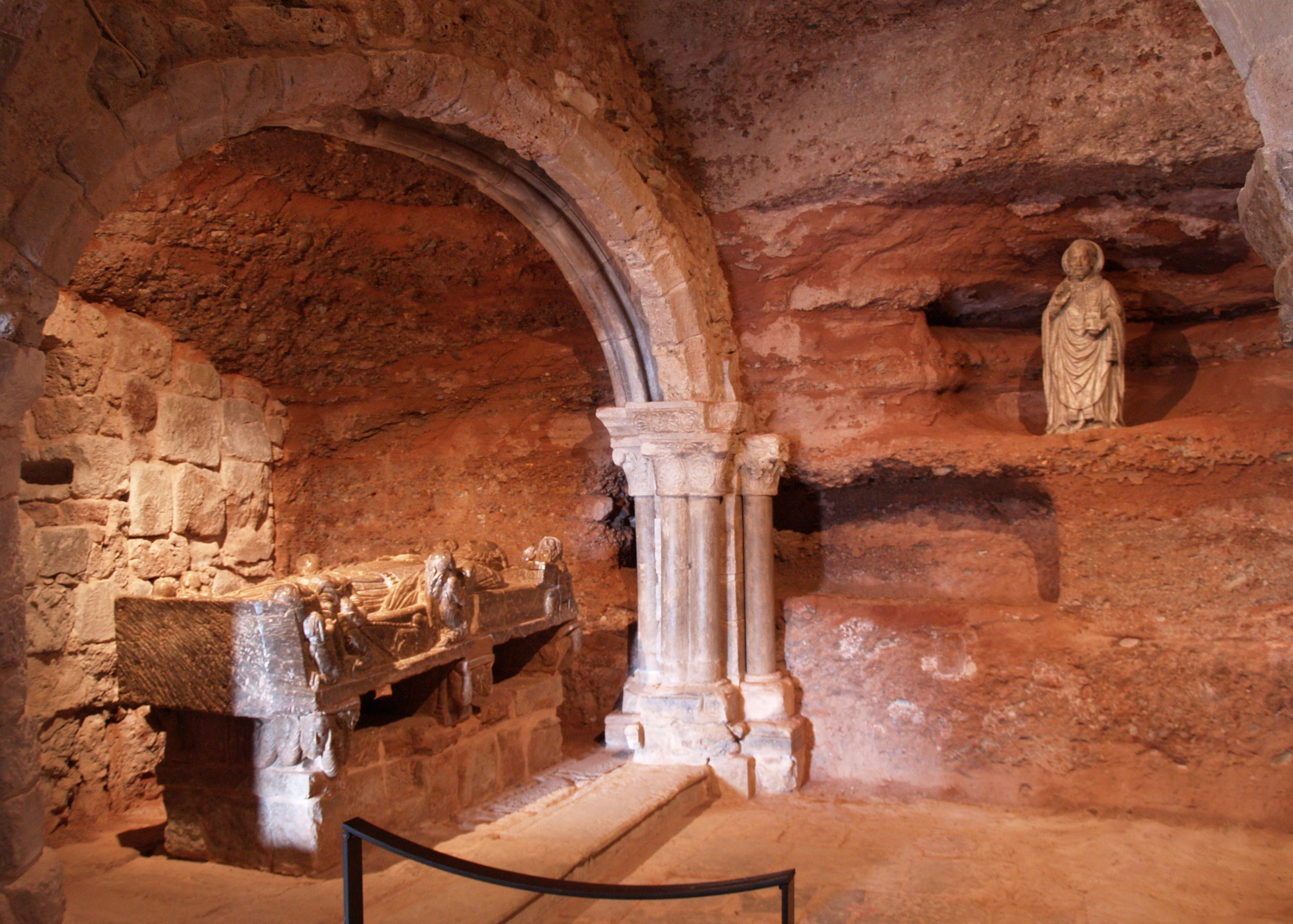
Cenotafi del sant, a San Millán de Suso
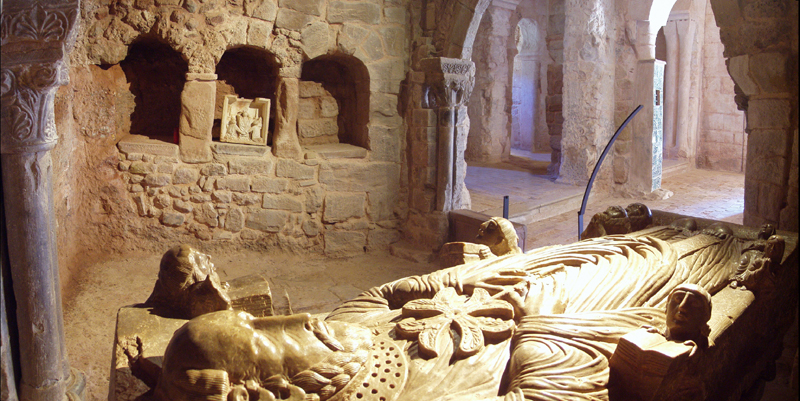
Cenotafi de san Emilià, a San Millán de Suso
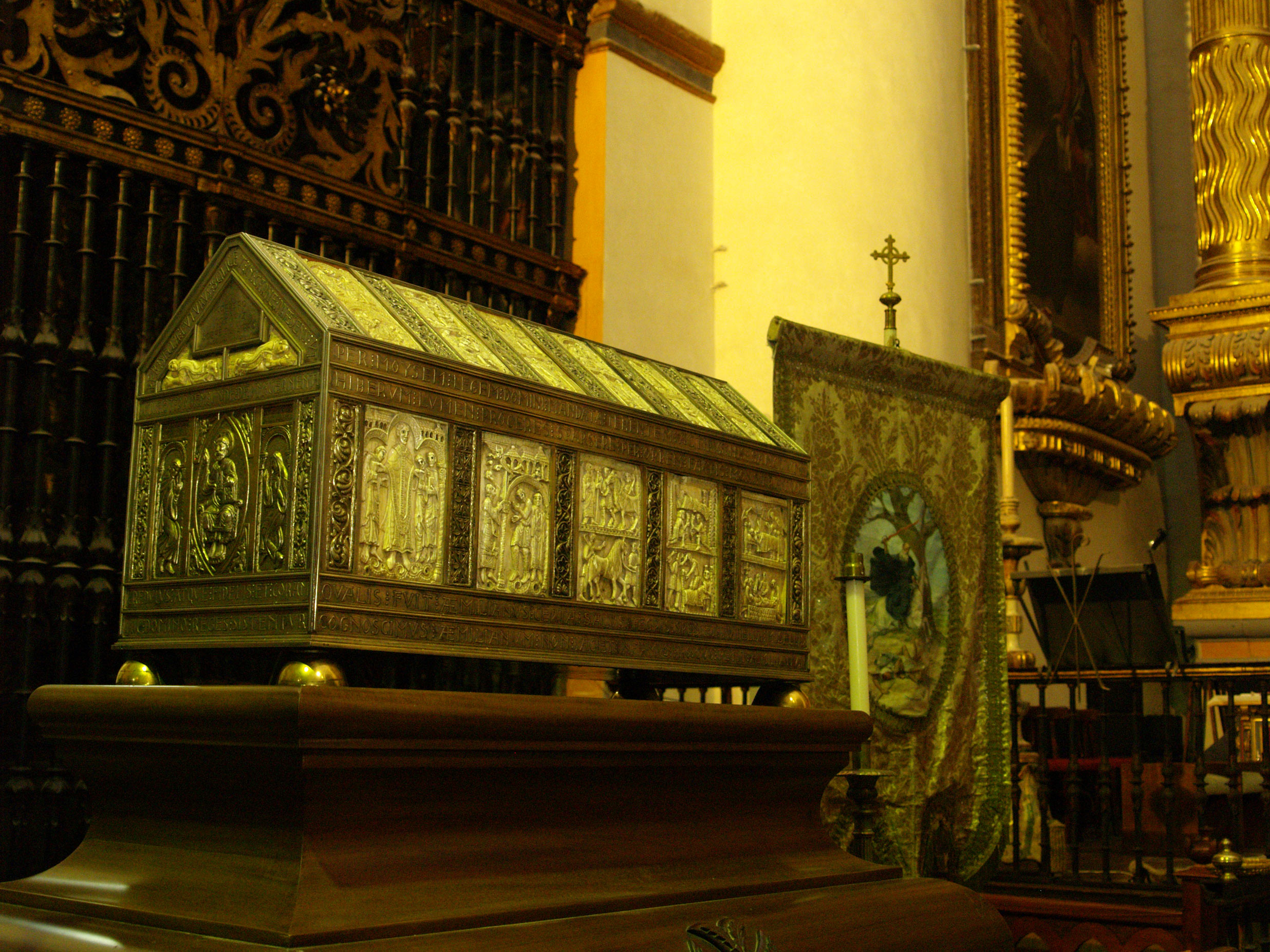
Arca de Sant Emilià, on se'n guarden les relíquies, s. XI (S. Millán de Yuso, capella de S. Millán)